# Figularia contraria
Figularia contraria is een mosdiertjessoort uit de familie van de Cribrilinidae. De wetenschappelijke naam van de soort is voor het eerst geldig gepubliceerd in 1963 door Lagaaij.